# Carolina Costagrande
Carolina Costagrande (ur. 15 października 1980 roku w Santa Fe) – włoska siatkarka, pochodzenia argentyńskiego, grająca na pozycji przyjmującej. Od 2011 roku występuje w reprezentacji Włoch.

## Sukcesy klubowe
Puchar CEV:
- 2006, 2008

Mistrzostwo Włoch:
- 2008, 2009, 2010
- 2006

Superpuchar Włoch:
- 2006, 2008, 2009, 2016

Puchar Włoch:
- 2009, 2017

Mistrzostwo Rosji:
- 2011

Mistrzostwo Chin:
- 2012
- 2013

Klubowe Mistrzostwa Azji:
- 2013

Superpuchar Turcji:
- 2013, 2014

Klubowe Mistrzostwa Świata:
- 2013

Puchar Turcji:
- 2014

Liga Mistrzyń:
- 2014, 2017
- 2015

Mistrzostwo Turcji:
- 2014
- 2015

Mistrzostwo Polski:
- 2016

## Sukcesy reprezentacyjne
Mistrzostwa Ameryki Południowej:
- 1999, 2001

Puchar Świata:
- 2011

## Nagrody indywidualne
- 2006: MVP Superpucharu Włoch
- 2009: MVP Superpucharu Włoch
- 2011: MVP Pucharu Świata
- 2014: Najlepsza przyjmująca Ligi Mistrzyń